# Économie des Samoa
L'économie traditionnelle des Samoa donnait autrefois une grande importance au don. Notamment en raison des ravages fréquents dus aux cyclones tropicaux (fréquents dans l'archipel), les Samoa sont devenus dépendante de l'aide au développement, des revenus des Samoans expatriés et des exportations agricoles. Le tourisme est un secteur en pleine expansion mais l'économie reste vulnérable au changement climatique et notamment aux cyclones.

## Agriculture
L'agriculture emploie les deux tiers de la population active des Samoa, fournit 90 % des revenus d'exportation et 17 % du produit intérieur brut. Les produits principaux sont la pêche et la noix de coco.

## Autres secteurs
L'industrie compte pour plus d'un quart du PIB, tout en employant moins de 6 % de la population active. La plus grande société industrielle de l'archipel est Yazaki Samoa, une compagnie détenue par des capitaux japonais qui produit des composants automobiles destiné au marché australien. L'usine emploie plus de 2 000 ouvriers et réalise plus de 20 % de la production totale du secteur.
Le tourisme est un secteur en expansion, comptant pour plus de 50 % du PIB et environ 30 % de la population active. Ce secteur a plus que doublé au cours de la dernière décennie du XXe siècle, atteignant 88 000 touristes en 2001. Un tiers des visiteurs proviennent des Samoa américaines, 28 % de Nouvelle-Zélande et 11 % des États-Unis.

## Commerce extérieur
Les principales exportations des Samoa sont le coprah, le cacao, la banane et le café. Ses importations principales, la nourriture et les boissons, les fournitures industrielles et les combustibles fossiles.
La Nouvelle-Zélande est le principal partenaire commercial des Samoa, comptant entre 35 % et 40 % des importations et entre 45 % et 50 % des exportations. L'Australie, les Samoa américaines, les États-Unis, Fidji et le Japon sont les autres partenaires majeurs. 90 % des exportations se font à destination du Pacifique, 1 % vers l'Europe.

## Problèmes économiques
Deux cyclones tropicaux majeurs ont dévasté les Samoa en 1990 et 1991. En conséquence, le PIB s'est réduit de moitié entre 1989 et 1991. Ces deux évènements, ainsi que la très faible altitude des terres, ont mis en exergue la sensibilité de l'intégrité des Samoa au réchauffement climatique.
En 1994, une épidémie de maladie des feuilles de taro - à l'époque le principal produit d'exportation, source de plus de la moitié des revenus en 1993 - et la quasi-faillite de la compagnie aérienne nationale Polynesian Airlines ont provoqué un changement dans l'économie du pays. Le gouvernement lança un vaste programme de construction de routes et de réparation des infrastructures endommagées par les cyclones, ainsi qu'une libéralisation des échanges.
Après une croissance de plus de 6 % en 1995 et 1996, le PIB évolue désormais plus lentement.
Les Samoa sont le seul pays du Pacifique à avoir été classé par l'ONU dans la catégorie des pays les moins avancés, cette situation leur permet de recevoir de l'aide internationale (52 millions en 1992, 41 % du PNB). Les importations de pétrole engouffrent 99 % des revenus des exportations.

## Utilisation comme Paradis fiscal oucentre financier offshore
Vers 2015, Les Samoa font partie des juridictions (les autres étant l’Égypte, l’Indonésie, l’Ukraine, le Guatemala, le Nigeria, la Hongrie, Bahamas, les Îles Caïmans, les Îles Cook, Saint Domingue, Israël, le Liban, Liechtenstein, les Îles Marshall, Niue, Panama, les Philippines, la Russie, Saint Kitts et Nevis, Saint Vincent et les Grenadines, Anguilla, Barbades, Bahreïn, Belize, Montserrat, les Seychelles, Vanuatu) qui refusent encore de collaborer pleinement et/ou d’appliquer les recommandations du GAFI (Groupe d'action financière, qui a concentré ses efforts sur l’adoption et la mise en œuvre de 40 recommandations, à appliquer dans le monde entier).

En 2017, parmi les 101 territoires classés « opaques » par la coalition d’ONG "Tax Justice Network", Samoa est à la 51ème position en matière d’ « indices de secret bancaire » ; derrière les îles vierges américaines et devant le Mexique, la Suisse étant en 1ère position et la France en 31ème position selon le classement dd Financial secrecy.
Samoa est répertorié par l'OCDE parmi les juridictions soutenant le  blanchiment d'argent sale, la concurrence fiscale déloyale, la tenue de comptes de dépôt de personnes discréditées aux yeux du public (par exemple, dictateurs ou dirigeants de pays pro-terroristes), manquant de transparence fiscale, ne respectant pas la divulgation obligatoire d’informations sur les comptes personnels, ou les conditions d'échange des accords d'information fiscale appliqués par le système juridique actuel de l'OCDE.
Les actifs étrangers in situ y étaient présents à hauteur d’environ 9 milliards de dollars, pour un PIB (0,64  milliard de dollars) parmi les plus bas parmi les centres financier offshore ; soit un Ratio d’intensité de l'OFC (= actifs financiers étrangers/PIB)) de 14 selon Fichtner & Hennig en 2013, sachant qu’au dessus de 3, on estime généralement qu’une juridiction peut être classée comme OFC (Offshore Financial Center).
Le Pays fait partie de ceux utilisés par la finance internationale comme centre financier offshore (ou OFC, pour Offshore Financial Center) et comme paradis fiscal,,, comme l'ont notamment montré les Panama Papers .
Selon les « Panama Papers » exploités par  le Consortium international des journalistes d'investigation (ICIJ) : Philippe Santini, de France Télévisions (directeur de France Télévision publicité jusqu’en 2012) a créé en 2005 une société écran (Auraph LTD, présentée comme une holding patrimoniale)  basée dans l'État indépendant des Samoa, via une banque de Lausanne en Suisse (MCG S.A.).